# Pagasarri
Pagasarri est un sommet dans le massif de Ganekogorta qui enferment la ville de Bilbao, dans la province de Biscaye au Pays basque (Espagne), l'autre étant le mont Artxanda. Elle fait partie des Montagnes basques. Elle sépare les communes de Bilbao, Arrigorriaga et d'Alonsotegi. Sa cime principale a une altitude de 676 mètres.